# Teatro de las grandezas de la villa de Madrid
Teatro de las grandezas de la villa de Madrid es una obra sobre la historia de Madrid y la corte española escrita por Gil González Dávila.

## Historia
El libro fue en parte patrocinado por la Cámara de Castilla, con una gran cifra para su época, 1.500 ducados. El libro fue uno de los libros más caros impresos en Madrid en su época.

## Descripción
El libro se dividía en cuatro libros:
- el libro primero: dedicado a la historia de Madrid, desde la reconquista de la ciudad, incluyendo biografías de ilustres madrileños;
- el libro segundo: describiendo la historia y algunos aspectos de sus parroquias, conventos masculinos, femeninos y hospitales;
- el libro tercero: sobre la Casa Real y sus oficios; y
- el libro cuarto: sobre los consejos asentados en la corte.

La portada de la obra fue realizada por el grabador Juan Schorquers presenta una estructura arquitectónica de estilo clasiquizante en forma de portada. En el centro de la portada se disponía el título de la obra. Sobre la cartela se disponía el escudo de Felipe IV y encima de este en el tímpano de la portada, una figura alegórica de Madrid, como una mujer vestida de guerrera clásica con casco de plumas, portando una lanza en su mano derecha y sosteniendo el escudo de Madrid. Tras la figura femenina se disponían armas y cañones. A los lados de la figura de Madrid rematando los extremos de la portada, dos figuras de niños sosteniendo, portando cada uno una inscripción. El de la derecha: 
A solis ortu ad ocaso su
y el de la izquierda:
Laudable nomen eius
Después de esta portada se disponía otro grabado ocupando una página entera mostrando en el centro las armas de Madrid. Sobre las armas se representana la Virgen de Atocha encima de una media luna. A los lados de la Virgen, se encontraban dos figuras, representando la Fama la figura de la derecha. La figura de la izquierda sostiene una palma coronada. Bajo el escudo se disponía el tema:
Tuta sunt omnia
Al pie de esta inscripción se representaba un emblema consistente en una garza sosteniendo una esfera con la pierna izquierda.
El libro cuenta con una cuidada tipografía. 

### Individuales
1. ↑  Pérez Pardo, Cristóbal (1907). «1943-González Dávila (Gil)». Bibliografía Madrileña; o, Descripción de las obras impresas en Madrid, parte tercera (1621-1625) 3. Madrid. pp. 145-146.